# Bubeneč

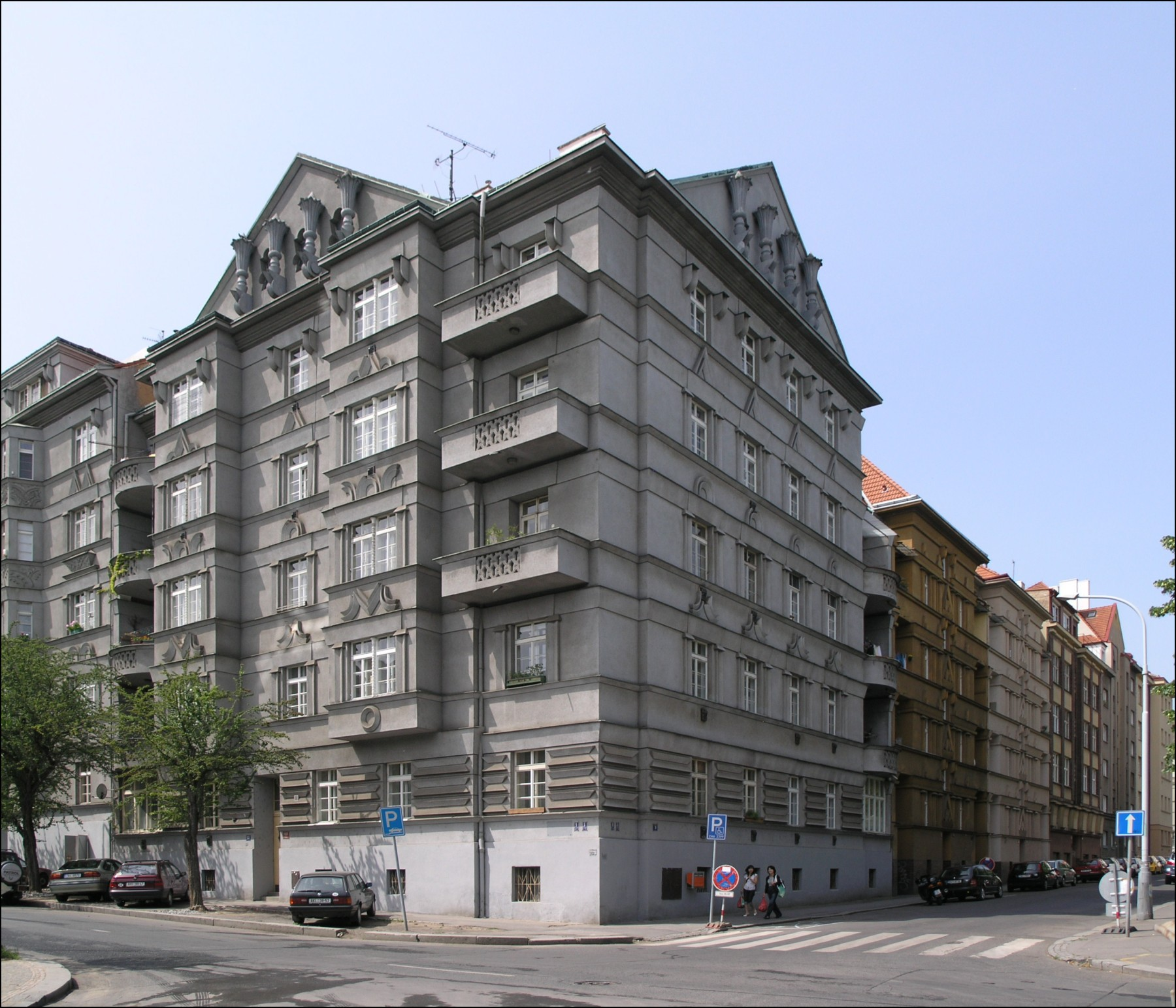
Huizenblok in Bubeneč

Bubeneč is een wijk van de Tsjechische hoofdstad Praag. De eerste vermelding van het oorspronkelijke dorp stamt uit het jaar 1197 onder de naam Ovenec. Tot het jaar 1922 was het een zelfstandige gemeente, die van 1904 tot 1922 zelfs stadsrechten had. Tegenwoordig hoort het grootste deel van de wijk bij het district Praag 6, een klein deel behoort tot Praag 7. Bubeneč heeft 23.159 inwoners (2006).
In een deel van de wijk staan grote villa's, dit is de reden dat er veel ambassades in de wijk gevestigd zijn, waaronder de Nederlandse en de Belgische. Ook het voetbalstadion van Sparta Praag, de Generali Česká pojišťovna Arena, staat in Bubeneč.

## Afbeeldingen van ambassades in Bubeneč

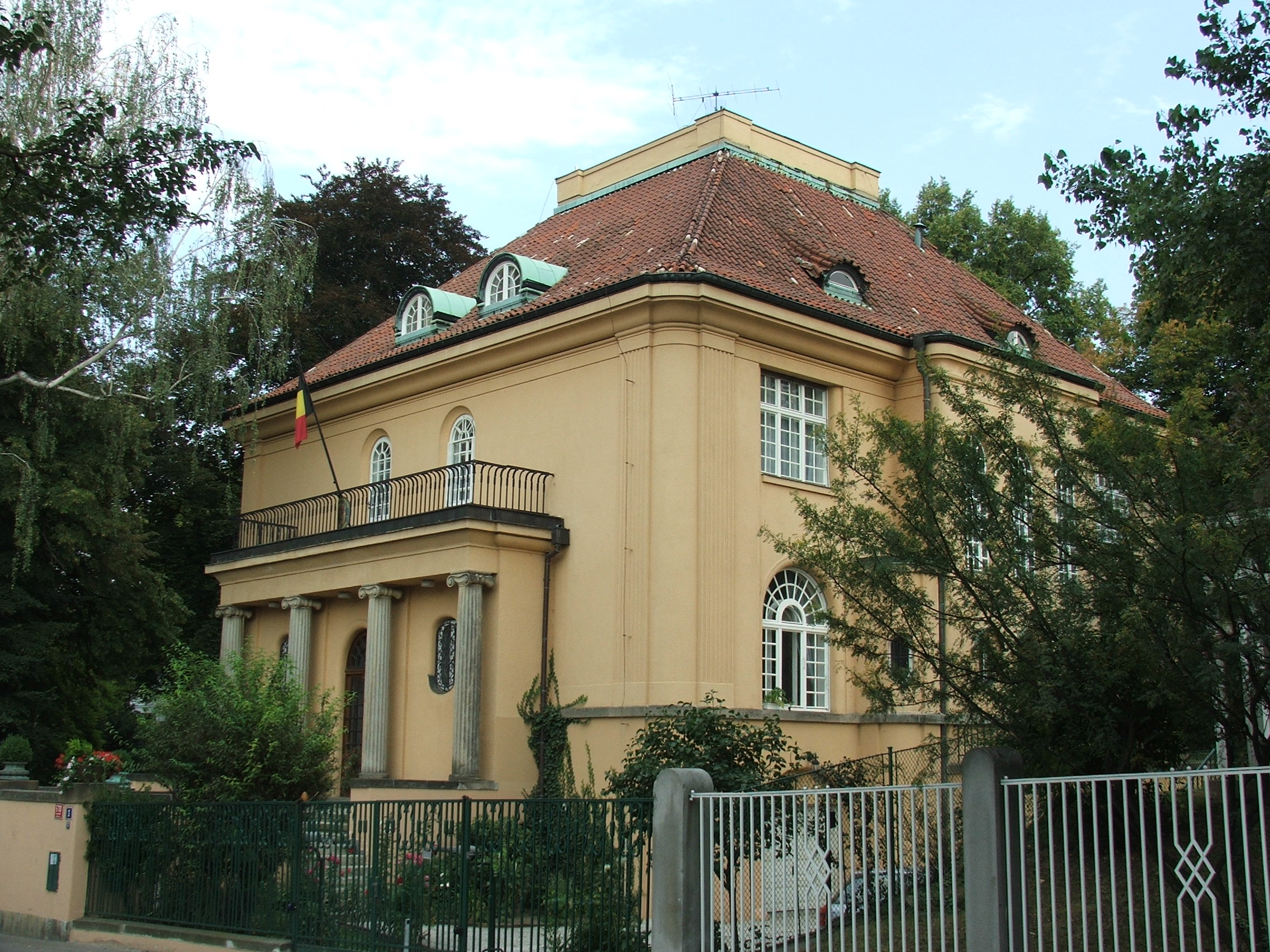
De Belgische ambassade
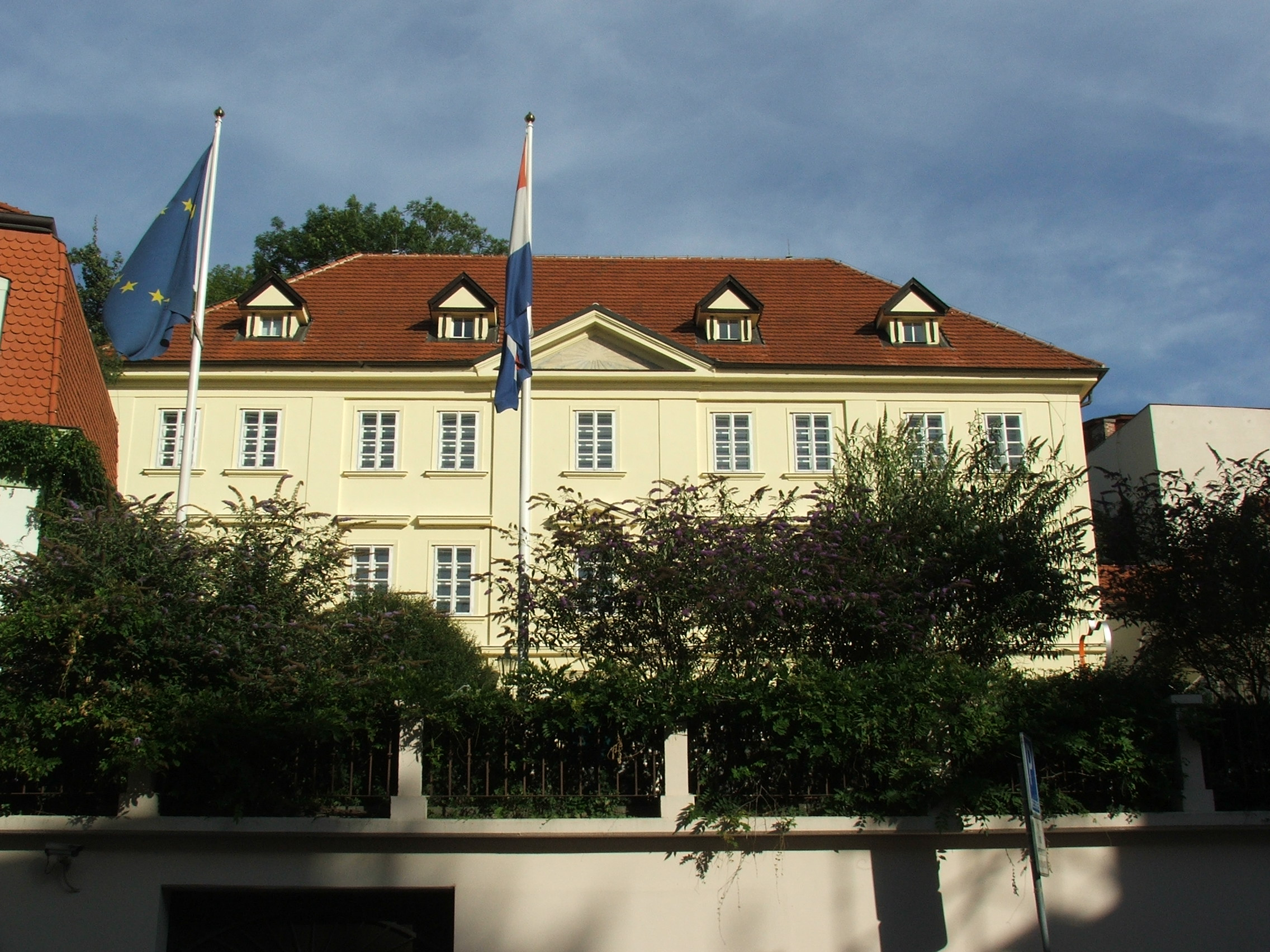
De Nederlandse ambassade
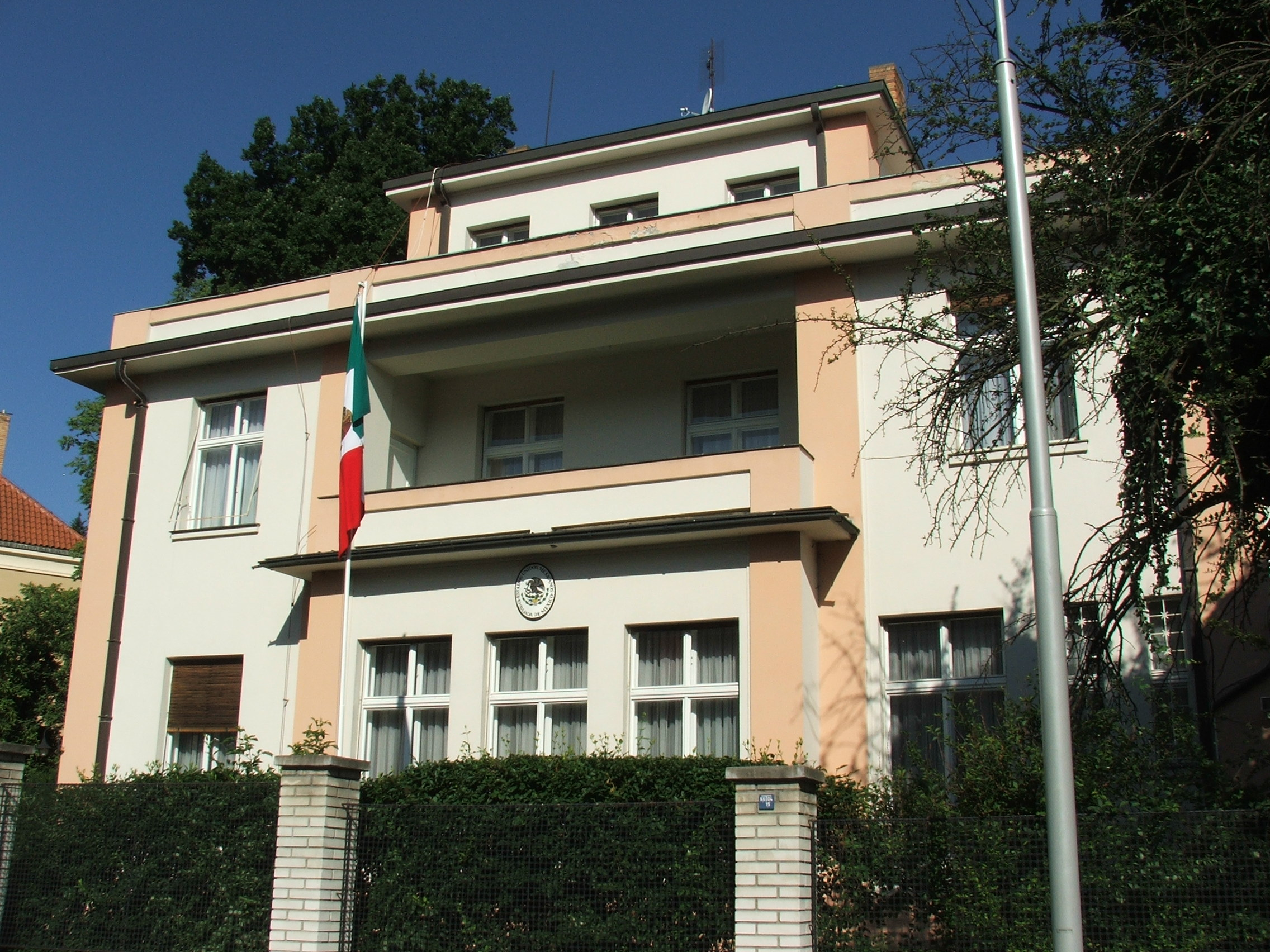
De Mexicaanse ambassade
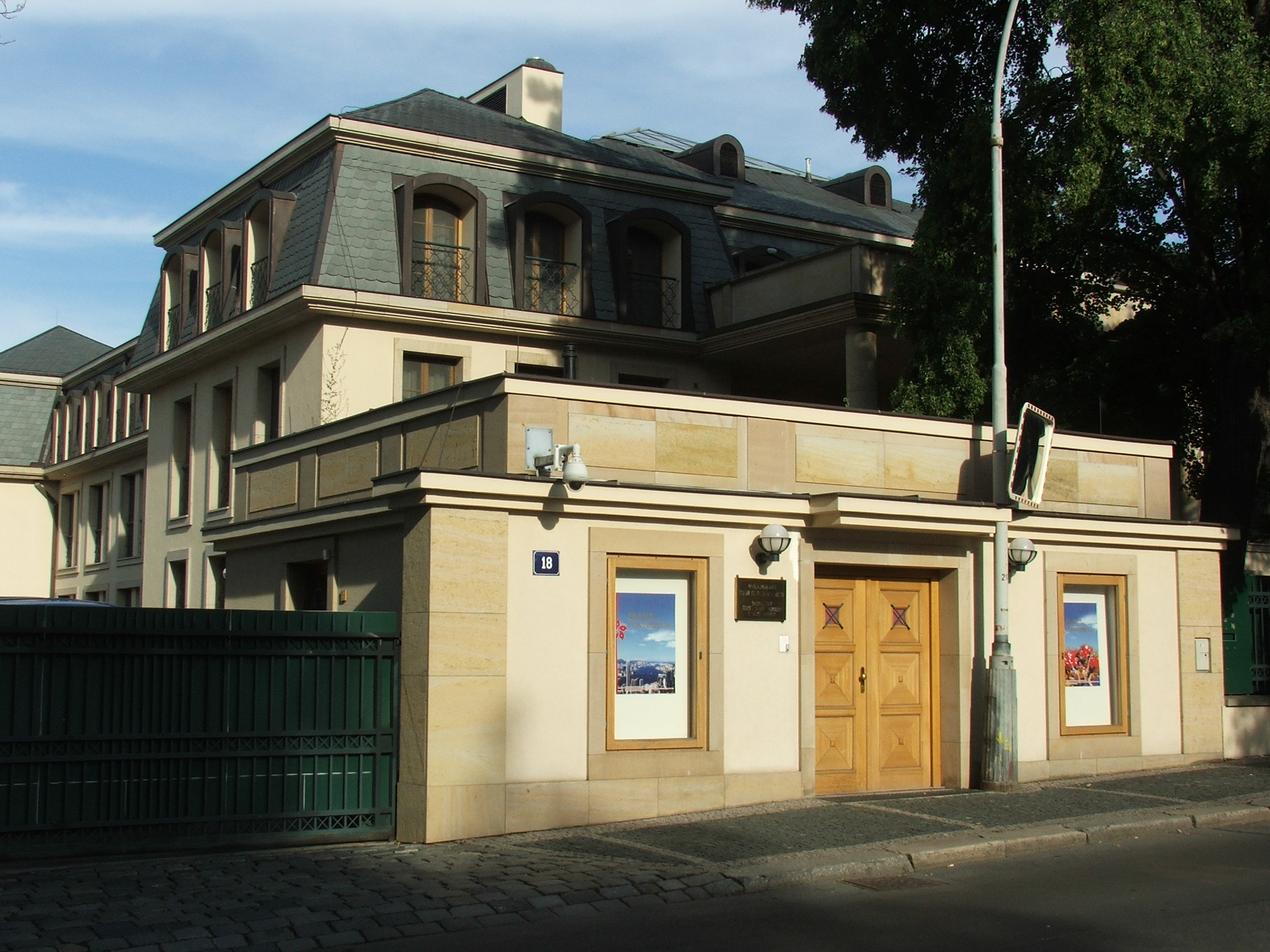
De Chinese ambassade